# Vetlanda landsfiskalsdistrikt
Vetlanda landsfiskalsdistrikt var 1918–1964 ett landsfiskalsdistrikt i Jönköpings län, bildat när Sveriges indelning i landsfiskalsdistrikt trädde i kraft den 1 januari 1918, enligt beslut den 7 september 1917. Den 1 januari 1965 avskaffades i Sverige samtliga landsfiskaler och landsfiskalsdistrikt, och deras arbetsuppgifter delades upp på de nyskapade indelningarna polisdistrikt, åklagardistrikt och kronofogdedistrikt.
Landsfiskalsdistriktet låg under länsstyrelsen i Jönköpings län.

## Ingående områden
Den 1 januari 1920 ombildades Vetlanda köping till Vetlanda stad. När Sveriges nya indelning i landsfiskalsdistrikt trädde i kraft den 1 januari 1952 (enligt kungörelsen 1 juni 1951) ändrades distriktets omfattning. Den 1 juli 1953 (enligt beslut den 30 juni 1953) införlivades dels Alseda landsfiskalsdistrikt, samt indrogs Vetlanda stads stadsfiskalstjänst. Staden skulle därefter tillhöra landsfiskalsdistriktet i sin helhet.

### Från 1918
Östra härad:
- Björkö landskommun
- Bäckseda landskommun
- Lannaskede landskommun
- Myresjö landskommun
- Näsby landskommun
- Nävelsjö landskommun
- Vetlanda köping
- Vetlanda landskommun

### Från 1920
- Vetlanda stad

Östra härad:
- Björkö landskommun
- Bäckseda landskommun
- Lannaskede landskommun
- Myresjö landskommun
- Näsby landskommun
- Nävelsjö landskommun
- Vetlanda landskommun

### Från 1 oktober 1941
- Vetlanda stad (endast i utsökningshänseende; staden skötte polis- och åklagarväsendet själv)[7]

Östra härad:
- Björkö landskommun
- Bäckseda landskommun
- Lannaskede landskommun
- Myresjö landskommun
- Näsby landskommun
- Nävelsjö landskommun
- Vetlanda landskommun

### Från 1 januari 1952
- Björkö landskommun
- Lannaskede landskommun
- Vetlanda landskommun
- Vetlanda stad (endast i utsökningshänseende; staden skötte polis- och åklagarväsendet själv)[4][8]

### Från 1 juli 1953
- Alseda landskommun
- Björkö landskommun
- Lannaskede landskommun
- Korsberga landskommun
- Nye landskommun
- Vetlanda landskommun
- Vetlanda stad